# Neriacanthus
Neriacanthus monotipski biljni rod iz porodice Acanthaceae smješten u podtribus Aphelandrinae, dio tribusa Acantheae, podporodica Acanthoideae. Jedina vrsta je endem s Jamajke, N. purdieanus.

## Opis
Rod je opisan u Genera Plantarum 2: 1096. 1876.

## Sinonimi
- Salpixantha purdieana (Benth.) S.Moore; J. Bot. 65: 221 (1927)